# 鎮魂
鎮魂（ちんこん、たましずめ）とは、人の魂を鎮めることである。今日では「鎮魂」の語は、死者の魂（霊）を慰めること、すなわち「慰霊」とほぼ同じ意味で用いられる。しかし、元々「鎮魂」の語は「（み）たましずめ」と読んで、神道において生者の魂を体に鎮める儀式を指すものであった。広義には魂振（たまふり）を含めて鎮魂といい、宮中で行われる鎮魂祭では鎮魂・魂振の二つの儀が行われている。
津城寛文は、著書『折口信夫の鎮魂論』（春秋社、2012年）で、鎮魂とは神道の根本となる、一般に考えられているよりももっと大きな思想で、折口の有名なマレビト論も鎮魂論で置き換えられる、と主張している。

## 鎮魂祭
鎮魂祭とは、宮中で新嘗祭の前日に天皇の鎮魂を行う儀式である。